# Sheldon Cove
Die Sheldon Cove ist eine 3 km breite und 3,5 km lange Bucht an der Südostküste der westantarktischen Adelaide-Insel. Sie liegt unmittelbar westlich des Stork Ridge am nördlichen Ende der Ryder Bay
Das UK Antarctic Place-Names Committee benannte sie in Anlehnung an die Benennung des Sheldon-Gletschers, der in sie mündet und durch dessen Rückzug seit den 1970er Jahren die Bucht entstand. Dessen Namensgeber ist der Meteorologe Ernest Brian Sheldon (* 1945) vom British Antarctic Survey, der unter anderem die benachbarte Rothera-Station von 1976 bis 1977 geleitet hatte.